# Aziz Makhlouf
Pour les articles homonymes, voir Makhlouf.
Aziz Makhlouf (en arabe : عزيز مخلوف) est un footballeur algérien né le 22 avril 1979 à Oum El Bouaghi. Il évoluait au poste de gardien de but.

## Biographie
Aziz Makhlouf a joué pour de nombreux clubs algériens, il totalise plus de 30 matchs en première division.